# Канцеларија Уједињених нација за координацију хуманитарних питања
Канцеларија Уједињених нација за координацију хуманитарних питања (енгл. United Nations Office for the Coordination of Humanitarian Affairs (OCHA)) је тело Уједињених нација основано у децембру 1991. године Резолуцијом 46/182. Генералне Скупштине. Резолуција је креирана са циљем да ојача одговор УН на комплексне ванредне ситуације и природне катастрофе. Организације УН које су се у прошлости бавиле сличним задацима биле су Одељење за хуманитарне послове (DHA), и његов претходник, Канцеларија Координатора УН за олакшање последица катастрофа (UNDRC). Године 1998. због реорганизације, Одељење за хуманиатрне послове припојило се Канцеларији УН за координацију хуманитарних питања како би постало главна тачка УН за велике катастрофе. Такође, Канцеларија је посматрач у Развојној групи УН.
Након спајања са Одељењем за хуманитарне послове, мандат је проширен како би се олакшала координација одговора на кризе, развој политика и заговарање хуманитарних питања. Активности Канцеларије укључују организацију и мониторинг хуманитарног финансирања, размену информација, координацију и тимове за брзо реаговање на терену. У мају 2017. године Марк Ловкок је изабран за Подсекретара за Хуманитарне послове и координатора у хитним случајевима на петогодишњи мандат.

## Особље и државне канцеларије
Канцеларију предводи Генерални подсекретар за хуманитарне послове и координатор за хитне случајеве. Канцеларија има 2 седишта, у Њујорку и Женеви, 8 регионалних канцеларија, 32 теренске канцеларије, 23 тима за хуманитарне саветнике и 3 канцеларије за везу.
Од јуна 2016. године, Канцеларија има 2.300 запослених широм света у преко 60 земаља.
Главне канцеларије се налазе на свим континентима, између осталог у Авганистану, Централној Африци, Чаду, Колумбији, Демократској Републици Конго, Етиопији, Обали Слоноваче, палестинским територијама, Шри Ланки, Судану (укључујући подканцеларију у главном граду Јужног Судана), Сирија и Зимбабвеа, док се регионалне канцеларије налазе у граду Панама, Дакару, Каиру, Јоханезбургу и Бангкоку. Канцеларија такође има особље за везу и подршку у Њујорку и Женеви.

## Службе
Канцеларија је изградила систем за низ услуга у извршавању свог мандата. Неке од већих су:
1. Међународна саветодавна група за претраживање и спашавање (INSARAG)[5]
2. ReliefWeb, водећи извор временски критичних хуманитарних информација о глобалним кризама и несрећама.[6]
3. Централни Фонд за одзивање на хитне случајеве, хуманитарни фонд који је основала Генерална скупштина УН-а, 1) промовише рану акцију и одговор на смањење губитка живота; 2) побољшати одговор на критичне временске услове; и 3) ојачати кључне елементе хуманитарног одговора у недовољно финансијски потпомогнутим кризама (2006)
4. Хуманитарна реформа тежи побољшању ефикасности хуманитарног одговора обезбеђујући бољу предвидљивост, одговорност и партнерство.
5. „” (Ко ради Шта Где) је база података и управљачки директоријум за контакт: Да би се обезбедило да се одговарајући и благовремени хуманитарни одговори испуне током катастрофе или ванредног стања, информације се морају ефикасно управљати.

## Хуманитарне иновације у организацијама
Канцеларија охрабрује хуманитарне иновације унутар организација. За организације, то је начин идентификације и решавања проблема приликом промене пословних модела како би се прилагодили новим могућностима. Иновације које би требало применити:
1. Промена пословних модела на основу јавне потражње: Постоји све већи број хуманитарних хитних случајева, а стари модел одговора не одговара савременом проблему.
2. Повећани доприноси из приватног сектора: Приватне организације су вођене њиховом обавезом за друштвено одговорно пословање и сада повезују своје доприносе са својим брендом.
3. Развијање партнерстава унутар организација: Партнерства воде ка новим идејама и рјешењима за проблеме.
4. Тренд ка развоју иновативних технологија: Технологија омогућава људима да хитније одговоре на ванредне ситуације.
5. Хуманитарне иновације захтевају другачију структуру тржишта: Претпоставља се да не постоји подстицај приватним организацијама да учествују у хуманитарним иновацијама.
6. Неједнакости на власти могу стимулисати сукоб: не постоји општи принцип етике у иновацијама. Ако се хуманитарне иновације извршавају неправилно, могу постојати последице за заједнице, појединци или систем уопште.
7. Монетарни и политички ризик ако хуманитарни напори не успију: Овај ризик може изазвати одуговлачене реакције на хуманитарна питања, тако да организације имају тенденцију да гледају у прошлост, а не планирају будућност.